# Покровский сельсовет (Локтевский район)
Покровский сельсовет — муниципальное образование со статусом сельского поселения и административно-территориальное образование в Локтевском районе Алтайского края России.
Административный центр и единственный населённый пункт — село Покровка.

## Население
| 1997  | 1998  | 1999  | 2000  | 2001  | 2002  | 2003  | 2004  | 2005 |
| ----- | ----- | ----- | ----- | ----- | ----- | ----- | ----- | ---- |
| 1225  | ↘1219 | ↘1151 | ↘1114 | ↘1067 | ↘1027 | ↗1056 | →1056 | ↘949 |
| 2006  | 2007  | 2008  | 2009  | 2010  | 2011  | 2012  | 2013  | 2014 |
| ↗1025 | ↘1017 | ↘1013 | →1013 | ↘931  | ↘923  | ↘911  | ↘891  | ↘884 |
| 2015  | 2016  | 2017  | 2018  | 2019  | 2020  | 2021  |       |      |
| ↘872  | ↘852  | ↘827  | ↘818  | ↘808  | ↘795  | ↘789  |       |      |

По результатам Всероссийской переписи населения 2010 года, численность населения муниципального образования составила 931 человек, в том числе 435 мужчин и 496 женщин.

## Местное самоуправление
Главы сельсовета
с 22.01.2023 года — Евгения Александровна Валихова